# Robert Jungk
Robert Jungk (Berlín, 11 de mayo de 1913-Salzburgo, 14 de julio de 1994), también conocido como Robert Baum y Robert Baum-Jungk,  fue un escritor, periodista y uno de los primeros futurólogos austriaco que escribió mayormente sobre cuestiones relativas a las armas nucleares.

## Biografía
Nació en una familia judía. Cuando Adolf Hitler llegó al poder, Jungk fue arrestado, liberado y se mudó a París y, luego, regresó a la Alemania nazi para trabajar en la prensa subversiva. Estas actividades clandestinas lo obligaron a trasladarse por varias ciudades, tales como Praga, París, Zúrich, durante la Segunda Guerra Mundial. Una vez finalizada la guerra, siguió dedicándose al periodismo.
También es conocido por ser el inventor del «taller del futuro», que era un método para la innovación social en el cual participaban aquellos preocupados por la planificación de un futuro visionario «desde abajo». Existe una biblioteca internacional en Salzburgo llamada Robert Jungk Bibliothek für Zukunftsfragen (Biblioteca Robert Jungk para asuntos futuristas".

## Carrera literaria
Su libro Más luminoso que mil soles: una historia personal de los científicos atómicos fue el primer relato publicado sobre el Proyecto Manhattan y sobre el Proyecto Uranio y su primera edición en danés incluyó un pasaje que implicaba que Werner Heisenberg y sus colegas habían impedido a propósito que el proyecto desarrollara un arma nuclear (una afirmación fuertemente rebatida por Niels Bohr). Este libro llevó a una serie de preguntas sobre la reunión llevada a cabo en 1941 entre Bohr y Heisenberg en Copenhague, Dinamarca, que sería la base de la posterior pieza teatral de Michael Frayn, Copenhagen (1998). 
En 1986, recibió el Premio Nobel alternativo.
En 1992, se presentó a las elecciones presidenciales austríacas en representación del partido verde austríaco, pero perdió.

## Obras
- El mañana está ya aquí (Die Zukunft hat schon begonnen. Amerikas Allmacht und Ohnmacht) - Stuttgart, 1952. Reportaje sobre los adelantos científicos y técnicos, un trabajo del naciente futurismo distópico. Mucho de ello versaba sobre lo desarrollo en el Proyecto Manhattan, así como cuestiones tales como los "cerebros electrónicos".
- Más luminoso que mil soles: una historia personal de los científicos atómicos (Heller als tausend Sonnen. Das Schicksal der Atomforscher) - Stuttgart, 1956
- Hijos de las cenizas (Strahlen aus der Asche. Geschichte einer Wiedergeburt) - Berna, 1959. Sobre Hiroshima
- Die große Maschine. Auf dem Weg in eine andere Welt - Múnich, 1966
- Vom blinden zum wissenden Fortschritt - Essen, 1969
- Griff nach dem Atom - Stuttgart, 1970
- Der Jahrtausendmensch. Bericht aus den Werkstätten der neuen Gesellschaft - Múnich, 1973 (extracto)
- Plädoyer für eine humane Revolution. Ein Gespräch mit Adelbert Reif - Zürich, 1975
- Der Atomstaat. Vom Fortschritt in die Unmenschlichkeit - Múnich, 1977
- Die Großen - Leben und Leistung der sechshundert bedeutendsten Persönlichkeiten unserer Welt, edición de Kurt Fassmann, con colaboración de Max Bill, Hoimar von Ditfurth et al., Kindler Verlag, Zürich, 1977
- Zukunftswerkstätten. Mit Phantasie gegen Routine und Resignation - Hamburgo, 1981 (gemeinsam mit Norbert R. Müllert) (extracto)
- Der Mensch. Gefährdung und Zukunft - Múnich/Offenbach, 1982
- Menschenbeben. Der Aufstand gegen das Unerträglich - Múnich, 1983
- Und Wasser bricht Stein. Streitbare Beiträge zu drängenden Fragen der Zeit - Friburgo, 1986
- Sternenhimmel statt Giftwolke oder den Frieden erfinden - Zürich, 1987
- Projekt Ermutigung - Berlín, 1988 (extracto)
- Glaubhafte Ermutigung - Rede, Oldenburg, 1988 (texto digitalizado)
- Deutschland von außen. Beobachtungen eines illegalen Zeitzeugen - Múnich, 1990
- Zukunft zwischen Angst und Hoffnung. Ein Plädoyer für die politische Phantasie - Múnich, 1990
- Trotzdem. Mein Leben für die Zukunft - Múnich, 1993